# FISS 1965
La feria de 1965 fue el comienzo de la nueva era de festividades dedicadas al patrono de la ciudad de San Cristóbal, San Sebastián, puesto que antes se dedicaba sólo un día en el que se reunían los habitantes de la Villa de San Cristóbal y zonas vecinas, el 20 de enero.
La primera junta de Feria conformada por Hugo Domingo Molina y Víctor Hugo Mora Contreras, son baluartes de aquellos cambios que comienzan a vislumbrarse.
La ciudad tuvo el aspecto de “Las mil y una noches” debido a la decoración navideña de la capital de la república, donada por el gobernador de Caracas y el presidente del Centro Simón Bolívar.

## Corridas
Estuvieron presididas por Eduardo Vengoechea Baraya, presidente de la Junta Técnica Taurina de Bogotá.
El 3 de enero, se anuncia en un primer cartel, la lista de los matadores que darán lustre a las corridas del festejo. Son nada más y nada menos que: Manuel Benítez "El Cordobés"; Curro Girón; Joselito Torres. Los toros bravos vendrán de México y la entrada más cara, barrera de sombra tendrá un costo de Bs. 80.
La expectativa creada con respecto a las tardes de toros de San Sebastián, es tan grande, que el mismísimo Hotel El Tamá, agotó las reservas y la junta de feria, debió recurrir a la ciudadanía para organizar nuevos planes de alojamiento. Las principales aerolíneas ofrecen vuelos extraordinarios para poder llegar a la ciudad de San Cristóbal.
A pesar de haber sido la atracción principal de la feria, Manuel Benítez "El Cordobés", no fue el triunfador, ya que Efraín Girón resultó victorioso después de dos faenas.

## Desfile
Por primera vez se ofrecía un espectáculo especial, que más tarde se convertiría en uno de los principales; Las Carretas del Rocío, desfilarían en San Cristóbal, tiradas por caballos y vistosas, adornadas con centenares de flores y en ellas, la belleza local. De esta manera se hacía homenaje a la herencia hispana.

## Reinado
Con la participación de cuatro jóvenes se llevó a cabo la selección de una soberana de La Feria de San Sebastián: Nelly Colmenares Luna, representante al reinado de la Lotería del Táchira, de 18 años, hija de Felix María Colmenares y Julia Luna de Colmenares; María Teresa Ramírez Angarita, representante del Club Tennis, Club Táchira y Círculo Militar, con 17 años, hija del Dr. Eduardo Ramírez y Lilia Angarita de Ramírez; Iraima “Nana” Betancourt, representante del Demócrata Sport Club, de 16 años, hija de Francisco Betancourt Sosa y Oliva Ramírez de Betancourt; y Sonia Cristina Ruiz, representante del Municipio San Juan Bautista, con 15 años, hija de Olmedo Ruiz y Cecilia Arango de Ruiz.
En el Gimnasio Arminio Gutiérrez Castro, el 26 de enero se llevó a cabo la coronación de Nelly Colmenares como soberana de la Feria de San Sebastián.

## Eventos
Instalación de las casetas "Las Américas y Los Toreros"
En el Parque Teótimo Depablos, se crea una exhibición del trabajo industrial, artesanal y agropecuario, como la cerámica, la alfarería, ebanistería, zapatería metal mecánica; la Feria y Exposición Agropecuaria subastó 600 animales.
El pentagonal de baloncesto, inaugurado en el Gimnasio Arminio Gutiérrez Castro, fue ganado por la selección de Colombia.
Exhibición del traje de luces que utilizaría Manuel Benítez "El Cordobéz" en la Sultanita.
Desfile de los cadetes de la Escuela Militar de Venezuela, el 20 de enero, día del patrono.